# Монмутская окружная тюрьма
Монмутская окружная тюрьма (англ. Monmouth County Gaol) — некогда главная тюрьма Монмутшира, открытая в 1790 году в Монмуте. Средневековая крепость служила тюрьмой для преступников и впавших в немилость короля; здесь же до 1850-х происходили повешения, последнее из которых наблюдало около 3000 человек. Тюрьма занимала площадь примерно в акр, включая помещения церкви, жилые помещения и «толчак» (устройство, использовавшее ходивших по кругу людей, толкавших перед собой рычаг, как тягловую силу). Тюрьма была закрыта в 1869 году, а в 1884 году большая часть помещений была разрушена. Сохранилось привратное помещение, получившее статус II культурного наследия Великобритании; в сторожке расположено изображение ранее существовавших зданий тюрьмы. Монмутская окружная тюрьма входит в список из 24 зданий Тропы культурного наследия Монмута.

## История
Тюрьма была спроектирована Уильямом Блекбёрном и построена в 1788—1790 годы. Она была спроектирована как реформаторская тюрьма, в соответствии с принципами первого тюремного реформатора Джона Говарда. Первым управителем тюрьмы был Джеймс Бейкер (James Baker), который получал 100 фунтов стерлингов в год. Строительство тюрьмы стоило около 5000 фунтов стерлингов, здание было размещено на земле, приобретённой за счёт Генри Сомерсета, 5-го герцога Бофорт, и была построена из местного камня, приблизительно 18 000 тонн которого было добыто из карьеров Нижнего Редбрука.
Пресса XIX века даёт представление о размерах тюрьмы и её мощи, и показывает, что сторожка располагалась в центре южной стены. Современные описания говорят о «массивном здании, больше похожем на крепость, нежели на тюрьму, обладающем высокими внешними стенами и внутренние зданиями, оснащёнными высокими круглыми бастионами». Тюрьма получила высокую оценку «за просторную планировку в целом, проветриваемость отсеков, правильность положений, а также строгое внимание к чистоте и нравственности заключённых». Заключённые тюрьмы в тюрьму за долги получали кровать, постельное бельё, одеяла зимой и плед. Они также получали шестипенсовый каравай четыре раза в год благодаря завещанию человека, который оставил Монмуту 100 фунтов стерлингов с этой целью. Как правило, питание заключённых было бедно до крайности. Преступникам, но не должникам, в день давали немного хлеба. Джон Говард, уголовный реформатор, отметил, что многие должники выживали на «водном супе» — малом количестве хлеба, разваренном в воде.
Чем больше времени заключённый проводил в тюрьме, тем больше пищи ему полагалось, например, добавлялась пинта овсяной каши на завтрак, варёное мясо и картофель дважды в неделю и поллитра бульона два раза в неделю. Эта диета, впрочем, не включала в себя достаточное количество витамина C, что приводило к распространёности цинги среди заключённых.
В конце 1851 года местная газета «Мерлин» отметила, что «диета в окружной тюрьме теперь ограничивается овсяной кашей, молоком, хлебом; мясо и овощи не допускаются». Знание этих спартанских условий, по словам газеты, само по себе имело эффект и вне тюремных стен.
й тариф уже был хороший эффект за пределами тюремных стен, так как потенциальные преступники сдерживались от преступлений просто зная, насколько страшны условия в тюрьме. Заключённые были настолько ослаблены этой диетой, что в 1853 году, когда вспыхнул тиф, они были не в состоянии сопротивляться болезни, которая быстро распространилась. Погиб по меньшей мере один заключённый.

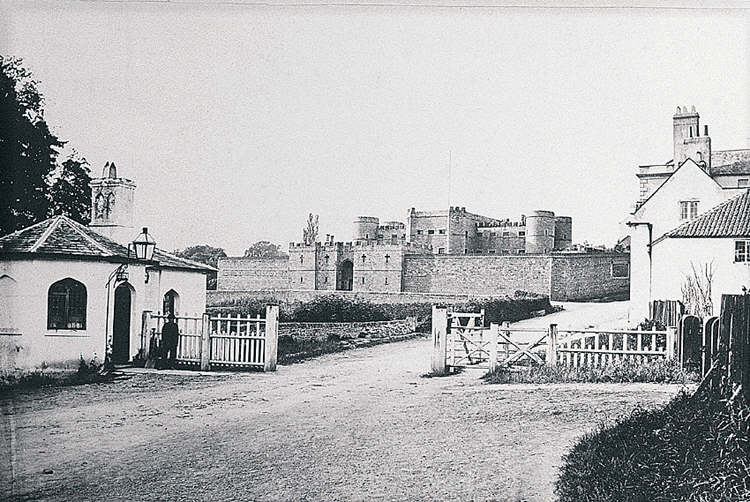
Изображение тюрьмы XIX века

Три чартистских лидера — Джон Фрост, Софония Уильямс, Уильям Джонс, — и другие были заключены в тюрьму после их осуждения в Шир Холле за измену 16 января 1840 года. Их приговор о повешении, потрошении и четвертовании в итоге был смягчён премьер-министром Великобритании лордом Мельбурном, что привело к их переводу в Тасманию.
В те времена повешение проводилось на плоской крыше ворот. Два ирландца, Морис Мёрфи и Патрик Салливан, были осуждены за убийство Джейн Льюис и были публично казнены 23 сентября 1850 года. Исполнение приговора наблюдалось с травянистых склонов, на которых сейчас расположена Монмутская школа для девочек, толпой примерно в 3000 человек, из которых «около четырёх пятых, по оценкам, принадлежало к слабому полу». Казни проводились публично ещё девять лет (до 23 сентября 1859 года), когда Мэтью Фрэнсис был повешен за убийство своей жены.
Когда тюрьма была закрыта в 1869 году, заключённые были переведены в новые тюрьмы в Уске. Основные здания были снесены в 1884 году, камень был продан. Часть участка была занята постройкой Монмутской больницы в 1902—1903 годах. На нынешний день от тюрьмы не осталось ничего, кроме привратного здания из старого красного песчаница, превращённого в два дома; 15 августа 1974 строение было занесено в список культурного наследия Великобритании.